# Muzeum Chrobrego Głogów
Muzeum Chrobrego Głogów – muzeum z siedzibą w Głogowie, działające przy klubie sportowym Chrobry Głogów.
Muzeum zostało oficjalnie otwarte 21 listopada 2014 roku, aczkolwiek częściowa wystawa dokumentująca 65-letnią historię klubu istniała już wcześniej. Mieści się w pomieszczeniach budynku klubowego przy ul. Wita Stwosza. Na wystawie zgromadzono liczne pamiątki, związane z historią klubu: zdjęcia, plakaty, stroje, proporczyki, szaliki i wycinki prasowe. Wśród eksponatów znajdują się m.in. koszulki z rozegranego w sezonie 1979/80 półfinału Pucharu Polski w piłce nożnej, w którym Chrobry rywalizował z Legią Warszawa, przegrywając 0:4. Wiele z eksponatów pochodzi z darowizn kibiców i mieszkańców miasta.